# Émeringes
Émeringes est une commune française, située dans le département du Rhône en région Auvergne-Rhône-Alpes.

## Géographie
Emeringes est située sur le versant d'une colline verdoyante exposée sud sud-est. L'altitude moyenne d’Émeringes est de 360 mètres environ. Sa superficie est de 3,01 km2. La montagne de Malbrosse culmine à 496 m.
En savoir plus: http://www.cartesfrance.fr/carte-france-ville/69082_Emeringes.html#ixzz6EssEKlF9

### Climat
Pour des articles plus généraux, voir Climat d'Auvergne-Rhône-Alpes et Climat du Rhône.
En 2010, le climat de la commune est de type climat océanique dégradé des plaines du Centre et du Nord, selon une étude du Centre national de la recherche scientifique s'appuyant sur une série de données couvrant la période 1971-2000. En 2020, Météo-France publie une typologie des climats de la France métropolitaine dans laquelle la commune est exposée à un climat de montagne ou de marges de montagne et est dans la région climatique  Bourgogne, vallée de la Saône, caractérisée par un bon ensoleillement (1 900 h/an), un été chaud (18,5 °C), un air sec au printemps et en été et des vents faibles. 
Pour la période 1971-2000, la température annuelle moyenne est de 11,3 °C, avec une amplitude thermique annuelle de 17,5 °C. Le cumul annuel moyen de précipitations est de 845 mm, avec 10,3 jours de précipitations en janvier et 7,2 jours en juillet. Pour la période 1991-2020, la température moyenne annuelle observée sur la station météorologique de Météo-France la plus proche, « Vauxrenard », sur la commune de Vauxrenard à 3 km à vol d'oiseau, est de 9,8 °C et le cumul annuel moyen de précipitations est de 1 003,5 mm,. Pour l'avenir, les paramètres climatiques de la commune estimés pour 2050 selon différents scénarios d'émission de gaz à effet de serre sont consultables sur un site dédié publié par Météo-France en novembre 2022.

## Urbanisme

### Typologie
Au 1er janvier 2024, Émeringes est catégorisée commune rurale à habitat dispersé, selon la nouvelle grille communale de densité à sept niveaux définie par l'Insee en 2022.
Elle est située hors unité urbaine et hors attraction des villes,.

### Occupation des sols
L'occupation des sols de la commune, telle qu'elle ressort de la base de données européenne d’occupation biophysique des sols Corine Land Cover (CLC), est marquée par l'importance des territoires agricoles (79,1 % en 2018), une proportion sensiblement équivalente à celle de 1990 (78,8 %). La répartition détaillée en 2018 est la suivante : 
cultures permanentes (61 %), forêts (20,9 %), prairies (16,5 %), zones agricoles hétérogènes (1,6 %). L'évolution de l’occupation des sols de la commune et de ses infrastructures peut être observée sur les différentes représentations cartographiques du territoire : la carte de Cassini (XVIIIe siècle), la carte d'état-major (1820-1866) et les cartes ou photos aériennes de l'IGN pour la période actuelle (1950 à aujourd'hui).

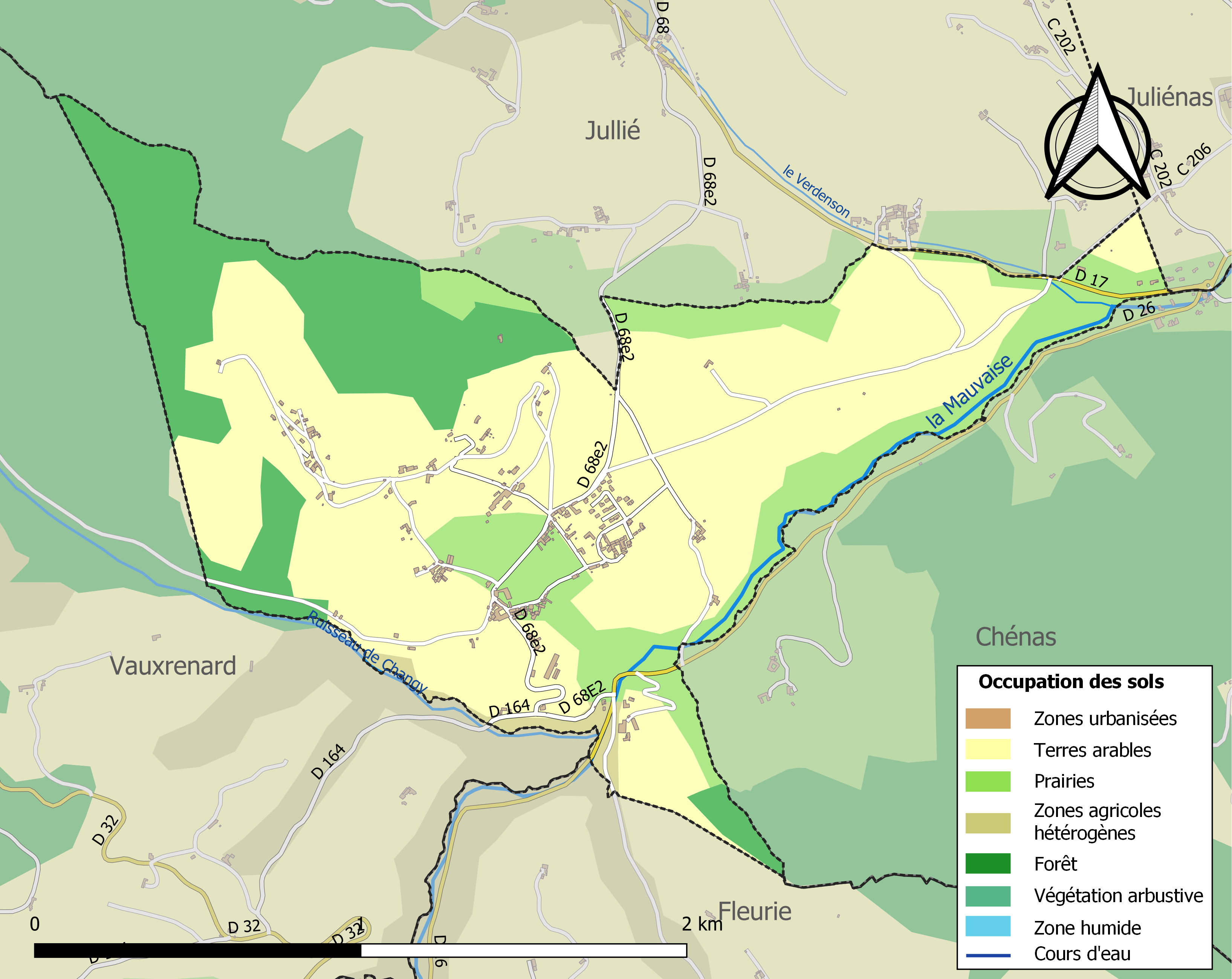
Carte des infrastructures et de l'occupation des sols de la commune en 2018 (CLC).

## Histoire
Aucune trace d'occupation n'est attestée pendant la période romaine, tant au niveau archéologique que bibliographique.
La terminaison en -inges indique une origine burgonde du toponyme, qu'on peut décomposer en Haimric (nom d'homme germanique) + ing(as), "chez le clan d'Haimric".
La plus ancienne construction d'Emeringes est un pigeonnier (aujourd'hui propriété privée) datant de 1559, qui faisait partie des dépendances de l'Abbaye de Cluny.
Sur la place du village est exposé un alambic, témoin de la tradition des bouilleurs de crus.

## Politique et administration

### Politique et administration
| Début du mandat | Fin du mandat | Nom                 | Étiquette | Étiquette |
| --------------- | ------------- | ------------------- | --------- | --------- |
| 1989            | 2001          | Jacques du Chaylard |           | DVD       |
| 2001            | 2008          | Maurice Baizet      | DVD       |           |
| 2008            | 2014          | Jean-Michel Dorier  | DVD       |           |
| 2014            | 2020          | Pierre Chazal       |           | SE        |
| 2020            | 2026          | Patrick du Chaylard |           | DVD       |

### Intercommunalité
La commune fait partie de la communauté de communes Saône Beaujolais.

## Population et société

### Démographie
L'évolution du nombre d'habitants est connue à travers les recensements de la population effectués dans la commune depuis 1793. Pour les communes de moins de 10 000 habitants, une enquête de recensement portant sur toute la population est réalisée tous les cinq ans, les populations de référence des années intermédiaires étant quant à elles estimées par interpolation ou extrapolation. Pour la commune, le premier recensement exhaustif entrant dans le cadre du nouveau dispositif a été réalisé en 2008.

En 2022, la commune comptait 278 habitants, en évolution de +10,76 % par rapport à 2016 (Rhône : +3,93 %, France hors Mayotte : +2,11 %).
| 1793 | 1800 | 1806 | 1821 | 1831 | 1836 | 1841 | 1846 | 1851 |
| ---- | ---- | ---- | ---- | ---- | ---- | ---- | ---- | ---- |
| 310  | 322  | 336  | 308  | 339  | 354  | 370  | 410  | 425  |

| 1856 | 1861 | 1866 | 1872 | 1876 | 1881 | 1886 | 1891 | 1896 |
| ---- | ---- | ---- | ---- | ---- | ---- | ---- | ---- | ---- |
| 408  | 449  | 461  | 448  | 442  | 447  | 416  | 427  | 421  |

| 1901 | 1906 | 1911 | 1921 | 1926 | 1931 | 1936 | 1946 | 1954 |
| ---- | ---- | ---- | ---- | ---- | ---- | ---- | ---- | ---- |
| 402  | 374  | 351  | 289  | 264  | 249  | 249  | 200  | 201  |

| 1962 | 1968 | 1975 | 1982 | 1990 | 1999 | 2006 | 2008 | 2013 |
| ---- | ---- | ---- | ---- | ---- | ---- | ---- | ---- | ---- |
| 184  | 149  | 158  | 143  | 182  | 215  | 224  | 227  | 230  |

| 2018 | 2022 | - | - | - | - | - | - | - |
| ---- | ---- | - | - | - | - | - | - | - |
| 268  | 278  | - | - | - | - | - | - | - |

### Enseignement
L'école d'Emeringes est regroupée en RPI avec celle de Vauxrenard.

### Sports
Grand Prix d'Emeringes Une course cycliste à étapes pour les jeunes coureurs FFC (minimes et cadets), est depuis 2019 organisée en juillet par le Comité Sportif Beaujolais Mâconnais en partenariat avec le Vélo Club Villefranche Beaujolais. Une autre épreuve avait lieu dans les années 1980, Dante Rezze coureur professionnel (R.M.O, Casto, Aki Gipiemme) s'y est illustré en amateur.
2021 - Le Grand Prix d’Emeringes devient les Championnats AURA de l’Avenir.
2022 - Finale de la Coupe de France des départements U17 et Fédérale U19 nommée À Travers le Beaujolais.
2023- À Travers le Beaujolais est une course à étapes U17 et fédérale U19
2024- À Travers le Beaujolais devient une course internationale à étapes U17 et U19

## Culture et patrimoine
« Paysage à Emeringes », toile de Gustave Courbet (1819-1877). Cette toile entra au Musée de Mâcon dès 1889, mais c'est seulement en 1937, à l'occasion d'une restauration commandée par le conservateur et peintre Hugrel, que la signature de Gustave Courbet fut découverte. Courbet exécuta vraisemblablement cette œuvre lors d'un séjour à Emeringes, où il avait des attaches familiales. https://commons.wikimedia.org/wiki/File:Paysage_%C3%A0_Emeringes.jpg

### Espaces verts et fleurissement
En 2014, la commune d'Émeringes bénéficie du label « ville fleurie » avec « deux fleurs » attribuées par le Conseil national des villes et villages fleuris de France au concours des villes et villages fleuris.

### Personnalités liées à la commune
- Claudius Jacquand (1803-1878), artiste peintre académiste, maire d'Émeringes en janvier 1844. Il habite à partir de 1836 dans une propriété du « complet », appelée « la maison du peintre », puis de 1843 à 1854 au château avec Lydia de Forbin son épouse[18].
- Auguste de Pinelli (1823-1890), artiste peintre académiste, beau-fils de Claudius Jacquand.
- Philibert Jambon (1741-1809), artiste et prothésiste.